# Seol In-ah
Seol In-ah (hangul: 설인아 ; nascida Bang Ye-rin 방예린; Neste sobrenome coreano, o nome de família é Bang. No nome artístico ou pseudónimo, o sobrenome é Seol; 3 de janeiro de 1996), é uma atriz e cantora sul-coreana conhecida por ser protagonista nos dramas coreanos Sunny Again Tomorrow (2018), Beautiful Love, Wonderful Life (2019) e Pretendente Surpresa (2022) e por seus papéis coadjuvantes em Mulher Forte, Do Bong-soon (2017), Escola 2017 (2017) e Mr. Queen (2020–2021).

## Educação Acadêmica
Seol frequentou o Instituto de Artes de Seul, onde se formou em Artes Cénicas.

## Carreira
Seol estreou como atriz em 2015, quando atuou em um pequeno papel de Os Produtores e Flores da Prisão em 2016.
A atriz se tornou conhecida por interpretar o papel coadjuvante no K-drama da JTBC, Mulher Forte, Do Bong-soon e em Escola 2017 da KBS2. Ao mesmo tempo, ela fez sua estreia no cinema em um web-filme intitulado Closed Eyes (pt: Olhos Fechados). Ela também foi apresentadora da Section TV da MBC de 2017 a 2019.
Em 2018, Seol teve seu primeiro papel principal em Sunny Again Tomorrow, que lhe concedeu o Prêmio de Melhor Nova Atriz no KBS Drama Awards de 2018. Seu segundo programa de auditório veio logo depois, como membro fixo do elenco de Law of the Jungle no México. Ela também interpretou uma personagem coadjuvante no K-drama Special Labor Inspector em 2019.
Ela interpretou Kim Cheong-Ah em seu segundo papel principal em um K-drama que passava durante fins de semana: Beautiful Love, Wonderful Life, que foi exibido entre de setembro de 2019 a março de 2020. In-ah recebeu o Prêmio de Excelência, Atriz em Série Dramática no KBS Drama Awards de 2019 por seu papel na telenovela coreana.
Em 2020, Seol fez uma aparição especial no K-drama da tvN, Passarela dos Sonhos. Mais tarde, no mesmo ano, ela interpretou Jo Hwa-jin (Royal Noble Consort Ui) no drama coreano histórico Mr. Queen.
Em 2021, Seol foi confirmada para o drama coreano da SBS Pretendente Surpresa, que estreou em fevereiro de 2022.

## Filmografia
| Ano  | Título                   | Papel       | Notas     | Ref.  |
| ---- | ------------------------ | ----------- | --------- | ----- |
| 2017 | Olhos fechados           | Park Mi-rim | web filme | [ 3 ] |
| 2022 | Declaração de Emergência |             |           | [ 4 ] |
| 2023 | Love My Scent            | A-ra        |           | [ 5 ] |

Séries de televisão
| Ano       | Título                        | Emissora | Papel                       | Notas                       | Ref.   |
| --------- | ----------------------------- | -------- | --------------------------- | --------------------------- | ------ |
| 2015      | Os produtores                 | KBS2     | Anti-fã da Cindy            | Aparição (episódio 10)      | [ 6 ]  |
| 2016      | Flores da prisão              | MBC      | Senhora da Corte Han        |                             | [ 7 ]  |
| 2017      | Mulher Forte, Do Bong-soon    | JTBC     | Jo Hee Ji                   |                             | [ 8 ]  |
| 2017      | Escola 2017                   | KBS2     | Hong Nam Joo                |                             | [ 9 ]  |
| 2018      | Ensolarado de novo amanhã     | KBS1     | Kang Ha Nui / Han Soo Jeong |                             | [ 10 ] |
| 2019      | Inspetor Especial do Trabalho | MBC      | Go Mal-sook                 |                             | [ 11 ] |
| 2019–2020 | Lindo amor, vida maravilhosa  | KBS2     | Kim Cheong-ah               |                             | [ 12 ] |
| 2020      | Recorde da Juventude          | tvN      | Jung Ji-ah                  | Aparição (episódio 4, 7-15) | [ 13 ] |
| 2020–2021 | Mr. Queen                     | tvN      | Jo Hwa Jin                  |                             | [ 14 ] |
| 2022      | Pretendente Surpresa          | SBS      | Jin Young Seo               |                             | [ 15 ] |

Programas de Televisão
| Ano       | Título                                       | Emissora | Papel                   | Notas                           | Ref.          |
| --------- | -------------------------------------------- | -------- | ----------------------- | ------------------------------- | ------------- |
| 2015      | Um olhar para mim mesmo                      | KBS2     | Agente de câmera oculta |                                 | [ 16 ]        |
| 2017      | Prêmios de Música de Seul                    | KBS N    | MC tapete vermelho      | com MC Ding Dong                | [ 17 ]        |
| 2017      | Prêmios de Seul                              | SBS      | MC tapete vermelho      | com Yang Se-chan                | [ 18 ]        |
| 2017–2019 | Seção de TV                                  | MBC      | Hospedeiro              |                                 | [ 19 ]        |
| 2018      | Lei da selva no México                       | SBS      | Membro do elenco        | Episódios 314–320               | [ 20 ]        |
| 2018      | Concerto dos Sonhos                          | SBS      | Hospedeiro              | com Yoon Shi-yoon e Cha Eun-woo | [ 21 ]        |
| 2019      | A Misteriosa Cozinha de Paik                 | SBS      | Desafiador              | Episódio 1                      | [ 22 ]        |
| 2021      | Lei da Selva – Pent Island: Island of Desire | SBS      | Membro do elenco        | Episódios 451–452               | [ 23 ] [ 24 ] |

Videoclipes
| Ano  | Artista        | Músicas              |
| ---- | -------------- | -------------------- |
| 2014 | SAM            | Garosugil            |
| 2016 | Lee Seong Wook | To See               |
| 2016 | 24K            | Still                |
| 2017 | Say Yes        | Miss You             |
| 2017 | John Park      | DND (Do Not Disturb) |
| 2017 | Han Dong-geun  | Undoable             |

| Evento de premiação           | Ano  | Categoria                                               | Resultado | Ref.   |
| ----------------------------- | ---- | ------------------------------------------------------- | --------- | ------ |
| Prêmios APAN Star             | 2021 | Prêmio de Excelência, Atriz em Série Dramática          | Indicada  | [ 25 ] |
| Prêmios de Artes Baeksang     | 2019 | Melhor Nova Atriz - Televisão                           | Indicada  | [ 26 ] |
| Prêmios KBS Drama             | 2018 | Melhor Atriz Revelação                                  | Indicada  | [ 27 ] |
| Prêmios KBS Drama             | 2019 | Prêmio de Excelência, Atriz em Série Dramática          | Venceu    | [ 28 ] |
| Prêmios KBS Drama             | 2019 | Prêmio Netizen, Atriz                                   | Venceu    | [ 29 ] |
| Prêmios KBS Drama             | 2019 | Prêmio de melhor casal                                  | Venceu    | [ 29 ] |
| Prêmios de Drama MBC          | 2019 | Melhor Elenco de Apoio na minissérie de segunda a terça | Indicada  | [ 30 ] |
| Prêmios de entretenimento MBC | 2017 | Prêmio Rookie Feminino na Categoria Show/Sitcom         | Venceu    | [ 31 ] |